# Chris Haggard
Chris Haggard (ur. 28 kwietnia 1971 w Pretorii) – południowoafrykański tenisista, reprezentant w Pucharze Davisa.

## Kariera tenisowa
Karierę zawodową rozpoczął w roku 2003, skupiając się głównie na deblu. Zwyciężał w turniejach z serii ITF Men's Circuit, jak i ATP Challenger Tour. W rozgrywkach rangi ATP World Tour zatriumfował 6–krotnie oraz 12 razy grał w finałach. W turniejach wielkoszlemowych największym sukcesem Haggarda jest awans w 2003 roku do półfinału deblowego Australian Open, grając wspólnie z Jeffem Coetzeem.
W latach 2003–2006 reprezentował swój kraj w Pucharze Davisa, rozgrywając 5 meczów, a wygrywając 3 pojedynki (wszystkie w grze podwójnej).
Najwyżej sklasyfikowany w rankingu singlistów był w czerwcu 1996 roku na 223. miejscu, a w klasyfikacji deblistów we wrześniu 2003 roku zajmował 19. pozycję. W przeciągu całej kariery zarobił na kortach ponad milion dolarów amerykańskich.

### Finały w turniejach ATP World Tour
| Legenda                                      |
| -------------------------------------------- |
| Wielki Szlem                                 |
| Igrzyska olimpijskie                         |
| Tennis Masters Cup / ATP Finals              |
| ATP Masters Series / ATP Tour Masters 1000   |
| ATP International Series Gold / ATP Tour 500 |
| ATP International Series / ATP Tour 250      |

#### Gra podwójna (6–12)
| Końcowy wynik | Nr  | Data                | Turniej          | Nawierzchnia  | Partner          | Przeciwnicy                           | Wynik finału        |
| ------------- | --- | ------------------- | ---------------- | ------------- | ---------------- | ------------------------------------- | ------------------- |
| Finalista     | 1.  | 30 sierpnia 1998    | Boston           | Twarda        | Jack Waite       | Jacco Eltingh Paul Haarhuis           | 3:6, 2:6            |
| Finalista     | 2.  | 15 listopada 1998   | Sztokholm        | Twarda (hala) | Peter Nyborg     | Nicklas Kulti Mikael Tillström        | 5:7, 6:3, 5:7       |
| Zwycięzca     | 1.  | 1 sierpnia 1999     | Kitzbühel        | Ceglana       | Peter Nyborg     | Álex Calatrava Dušan Vemić            | 6:3, 6:7(4), 7:6(4) |
| Zwycięzca     | 2.  | 21 lipca 2002       | Amersfoort       | Ceglana       | Jeff Coetzee     | André Sá Alexandre Simoni             | 7:6(1), 6:3         |
| Zwycięzca     | 3.  | 6 października 2002 | Tokio            | Twarda        | Jeff Coetzee     | Jan-Michael Gambill Graydon Oliver    | 7:6(4), 6:4         |
| Zwycięzca     | 4.  | 4 stycznia 2003     | Adelaide         | Twarda        | Jeff Coetzee     | Maks Mirny Jeff Morrison              | 2:6, 6:4, 7:6(7)    |
| Finalista     | 3.  | 27 kwietnia 2003    | Barcelona        | Ceglana       | Robbie Koenig    | Bob Bryan Mike Bryan                  | 4:6, 3:6            |
| Finalista     | 4.  | 20 lipca 2003       | Amersfoort       | Ceglana       | André Sá         | Devin Bowen Ashley Fisher             | 0:6, 4:6            |
| Finalista     | 5.  | 3 sierpnia 2003     | Waszyngton       | Twarda        | Paul Hanley      | Jewgienij Kafielnikow Sarkis Sarksjan | 5:7, 6:4, 2:6       |
| Finalista     | 6.  | 22 lutego 2004      | Memphis          | Twarda (hala) | Jeff Coetzee     | Bob Bryan Mike Bryan                  | 3:6, 4:6            |
| Finalista     | 7.  | 7 marca 2004        | Scottsdale       | Twarda        | Jeff Coetzee     | Rick Leach Brian MacPhie              | 3:6, 1:6            |
| Zwycięzca     | 5.  | 22 sierpnia 2004    | Waszyngton       | Twarda        | Robbie Koenig    | Travis Parrott Dmitrij Tursunow       | 7:6(3), 6:1         |
| Finalista     | 8.  | 5 lutego 2006       | Delray Beach     | Twarda        | Wesley Moodie    | Mark Knowles Daniel Nestor            | 2:6, 3:6            |
| Zwycięzca     | 6.  | 26 lutego 2006      | Memphis          | Twarda (hala) | Ivo Karlović     | James Blake Mardy Fish                | 0:6, 7:5, 10–5      |
| Finalista     | 9.  | 19 czerwca 2006     | ’s-Hertogenbosch | Trawiasta     | Arnaud Clément   | Martin Damm Leander Paes              | 1:6, 6:7(3)         |
| Finalista     | 10. | 14 stycznia 2007    | Auckland         | Twarda        | Simon Aspelin    | Jeff Coetzee Rogier Wassen            | 7:6(9), 3:6, 2–10   |
| Finalista     | 11. | 18 lutego 2007      | San José         | Twarda (hala) | Rainer Schüttler | Eric Butorac Jamie Murray             | 5:7, 6:7(6)         |
| Finalista     | 12. | 16 września 2007    | Pekin            | Twarda        | Lu Yen-hsun      | Rik de Voest Ashley Fisher            | 7:6(3), 0:6, 6–10   |